# Organiste à sourcils jaunes
Chlorophonia callophrys
Espèce
Statut de conservation UICN

 LC  : Préoccupation mineure
L'Organiste à sourcils jaunes (Chlorophonia callophrys) est une espèce d'oiseau de la famille des Fringillidae.

## Systématique
Le nom scientifique complet (avec auteur) de ce taxon est Chlorophonia callophrys (Cabanis, 1861).
Ce taxon porte en français le nom vernaculaire ou normalisé suivant : Organiste à sourcils jaunes.